# Леге (улица в София)
Вижте пояснителната страница за други значения на Леге.
„Леандър Леге“ или „Леге“ е централна улица в София. Разположена е в район „Средец“. До създаването на Княжество България в 1878 година се казва „Буюк джамиси сокаги“, тоест улица „Боюк джамия“. В края на 1878 година е наречена на френския дипломат Леандър Леге. Простира се между улица „Алабин“ и булевард „Цар Освободител“.

## Обекти
На улица „Леге“ или в нейния район са разположени следните обекти (от юг на север):
- Министерство на икономиката, енергетиката и туризма
- „Свети Николай Чудотворец“
- Испански културен център
- Висш съдебен съвет
- Национален археологически институт с музей
- „Свети Георги Победоносец“
- Площад „Атанас Буров“
- Хотел Империал